# Eugénie Allix Luce
Eugénie Allix Luce, född 1804, död 1882, var en fransk lärare. Hon var en pionjär för kvinnors utbildning i Algeriet. Hon grundade den första skolan öppen för flickor i Algeriet, Luce-Benaben school.
Hon rymde från sin make till Franska Algeriet 1832. Hon öppnade 1845 en skola för flickor i Alger, som blev den första skolan för flickor i Algeriet. Hon ansökte framgångsrikt om statliga bidrag till sin skola genom att framhäva den som en viktig metod för integrering mellan fransmän och araber inför de franska kolonialmyndigheterna, och hon och hennes skola blev centralt för kolonialmyndigheternas debatt om utbildningssystemet. 